# Ángel Hernández (athlétisme)
Pour les articles homonymes, voir Ángel Hernández.
Ángel Hernández Yáñez, né le 15 avril 1966 à Ávila, est un athlète espagnol, spécialiste du saut en longueur. 

## Biographie
Il remporte la médaille d'argent du saut en longueur lors des championnats d'Europe de 1990, à Split, avec un saut à 8,15 m.
Il participe aux Jeux olympiques de 1992 sans parvenir à atteindre la finale.

### Palmarès
| Date | Compétition           | Lieu  | Résultat | Épreuve          | Performance |
| ---- | --------------------- | ----- | -------- | ---------------- | ----------- |
| 1990 | Championnats d'Europe | Split | 2e       | Saut en longueur | 8,15 m      |

### Records
| Épreuve          | Performance | Lieu      | Date         |
| ---------------- | ----------- | --------- | ------------ |
| Saut en longueur | 8,18 m      | Bruxelles | 13 juin 1992 |